# Otto Wolff (Industrieller)
Otto Wolff (* 8. April 1881 in Bonn; † 22. Januar 1940 in Berlin) war ein deutscher Großindustrieller.

## Leben

### Vom Schrotthandel zum Kleinsten der Großen
Otto Wolff war Sohn des katholischen Organisten und Kantors der Bonner Stiftskirche Johann Peter Wolff (1845–1892) und seiner evangelischen Ehefrau Albertine, geborene Kalthoff (1856–1916). Er wurde evangelisch getauft. Das Bekenntnis zur Konfession im späteren Leben hielt ihn nicht davon ab, protestantische Geistliche aufzufordern, sich Bischof Clemens August Graf von Galen als Vorbild zu nehmen. Mit dem Einjährigen verließ er das Oberrealgymnasium der Stadt Mülheim. Es folgte eine kaufmännische Lehre, anfänglich in einem Bonner Lampengeschäft, schließlich in der Westdeutschen Jutespinnerei zu Beuel. Nach der Lehrzeit war Wolff Handelsvertreter, was unter anderem öfters Geschäftsreisen nach Paris bedingte. Ab dem 1. Oktober 1901 leistete er in Bonn seinen Militärdienst als Einjährig-Freiwilliger bei der 6. Kompanie des 9. Rheinländischen Infanterie-Regiments Nr. 160. Er wurde zum 20. September 1902 als Offizieranwärter entlassen.
Gestützt auf einen Kredit seiner Mutter gründete Wolff mit dem Teilhaber Ottmar Strauß am 15. Juni 1904 die Eisengroßhandlung Otto Wolff OHG. Beide waren zuvor für die Schrott- und Eisenhandelsunternehmung Nathan Pelzer Wwe. in Köln-Bayenthal tätig. 1914 erzielte die Gesellschaft erstmals einen Monatsumsatz von mehr als einer Million Mark. Der Erste Weltkrieg brachte dem Unternehmen einen Wachstumsschub. Während der Inflation wurde Wolff der größte Aktionär der Phoenix AG für Bergbau und Hüttenbetrieb und Großaktionär der Rheinischen Stahlwerke. Damit hatte er ein starkes Standbein in der Industrieproduktion. Jedoch war die Otto Wolff OHG vor allem ein Handelsunternehmen, worin der Grund lag, nicht die Sechserkommission in den Micum-Verhandlungen zu unterstützen, sondern 1923 durch einen „Separatfrieden“ die Wiederaufnahme der Geschäftsbeziehungen mit Frankreich zu beschleunigen. Die genannten Anteile brachte er 1926 in die Vereinigten Stahlwerke ein, in deren Aufsichtsrat er Mitglied wurde. 1931/32 (zur Zeit der Deutschen Bankenkrise) war sein Unternehmen in finanziellen Schwierigkeiten, die nicht öffentlich wurden, da dessen Rechtsform nicht zu einer Offenlegung der Bilanzen verpflichtete. Im Jahre 1940 nahm Wolff 19 Aufsichtsratsmandate wahr, davon 12 in der Montanindustrie.
Seine Orientierung nach Frankreich machte es leicht, ihn bei den Befürwortern eines unabhängigen Rheinlands einzuordnen, in einem Zug genannt mit Paul Silverberg, für den Wolff aber ansonsten eher eine Art „Kölner Erzfeind“ darstellte. Andererseits fiel bei ihm ein herausragendes Interesse für Geschäfte mit der Sowjetunion auf. Standen die ersten Versuche noch im Zeichen der zuerst im Osten anzutreffenden Hyperinflation, erregte mit Otto Wolff im Aufsichtsrat die am 9. Oktober 1922 erfolgte Gründung der Deutsch-Russischen Handels-Aktiengesellschaft (Russgertorg) Aufsehen, bis er sich nach 15 Monaten wegen Meinungsverschiedenheiten zurückzog. Wolff blieb aber an Kontakten nach Osteuropa interessiert. Sein Konzern war anschließend beteiligt an der Ausfuhrvereinigung Ost, und er selbst saß im Aufsichtsrat der Industriefinanzierungs-Aktiengesellschaft Ost, die für Russlandgeschäfte seinen Firmen im Jahre 1932 zu Krediten im Rahmen des „Röhrenkonsortiums“ verhalf. 1938 wurde die „Rasselsteiner Eisenwerksgesellschaft“ aus Neuwied übernommen.
Wolff wurde als intelligenter, ehrbarer Kaufmann gesehen, dem seine Persönlichkeit Kreditwürdigkeit verschaffte. Die Neuerungen entlang seines Handelns waren das „Machen eines Marktes“ über das übliche Erkennen der Absatzchancen hinaus, eine Umkehrung des Verhältnisses zwischen Eisenindustrie und Eisenhandel mit dem Ideal einer kaufmännischen Führung, das Bankiers-ähnliche Vorgehen von ihm als Exporteur bei der mitfinanzierten Vermittlung von Gütern und die Handhabung dessen ebenso als Gesamtunternehmer im Konsortialgeschäft (hier im Sinne der Geschäfte von Konsortien), das auch im großen Maßstab bei präziser Anlage der Planung arbeitsteilig ohne Finanzverflechtung der Lieferwerke vollzogen werden konnte. Letzteres gelang Otto Wolff; ihn zeichneten seine Anpassungsfähigkeit und ein Einfühlungsvermögen in die jeweiligen Gegebenheiten aus.

### Einflussnahme auf die Politik
Wolff war enger Vertrauter von Heinrich Brüning, zu dessen Büro er freien Zutritt hatte, und enger Freund von Kurt von Schleicher. Für ihn prophezeite er im August 1932, er würde mit Hitler an der Macht nicht mehr sicher sein, was sich 1934 fatal bewahrheitete. So klar Wolffs NS-Gegnerschaft vor der Machtergreifung erscheint, so schwierig ist die Beurteilung seines Handelns danach. Wenn pauschal für die Industriellen eine sich durchsetzende „Appeasement“-Strategie behauptet wird, die eine Diskriminierung jüdischer Industrieller – so auch Wolffs ehemaligen Teilhaber Ottmar Strauss – kritiklos hinnahm, deutet das Überlieferte für Wolff eher auf eine Widersetzlichkeit im Rahmen des Möglichen hin – er war zu dieser Zeit schon gesundheitlich angeschlagen. Eine Unterscheidung von Verantwortlichkeit, zwischen der seit Ende Januar 1934 durch den Generalbevollmächtigten Rudolf Siedersleben geführten Firma Otto Wolff und ihm selbst, lässt in Bezug auf Strauss bei Otto Wolff erkennen, dass er nicht die Beschlagnahmung von dessen Besitz betrieb und nicht explizit auf seinen persönlichen Vorteil bedacht war.
Ottmar Strauss hatte privat fünf bis sechs Millionen Reichsmark verspekuliert. In einem Vertrag von 1931 übernahm Wolff die laufenden Schulden, dafür wurde das Ausscheiden von Strauss als persönlich haftender Gesellschafter, unter anderem mit einer großzügigen Monatsrente vereinbart. Die Aufsichtsratsmandate sollte Strauss weiterhin wahrnehmen. Zur Vermeidung eines öffentlichen Aufsehens bei dem in finanziellen Schwierigkeiten steckenden Unternehmen gab es über das Ausscheiden keine öffentliche Anzeige. Am 29./30. April folgte ein notariell beglaubigter Trennungsvertrag, dessen Änderung Otto Wolff in einem Schreiben vom 28. Februar 1934 gefordert hatte. Nach anfänglichem Widerstand stimmte Strauss schließlich am 8. Oktober 1934 einer Modifikation zu seinen Ungunsten zu, die einer Verdrängung aus der Firma gleichkam. Unter anderem wurden ihm seine Monatsrente drastisch gekürzt und seine Aufsichtsratsmandate entzogen. Außerdem musste Strauss große Teile seines Vermögens, bestehend aus Aktien und Immobilien, zur Begleichung seiner Schulden auf Wolff überschreiben, was unter Wert geschah.
1937 erwarb das Unternehmen Otto Wolff von der Dresdner Bank das Eisenhüttenwerk Thale AG. Albert Ottenheimer war zuvor einer der Hauptaktionäre des arisierten Unternehmens.
Nach einer eigenen Aufstellung über seine Spendentätigkeit spendete Wolff im Jahr 1931 16.900 Reichsmark und 1932 160.800 Reichsmark an die NSDAP, hingegen der DNVP 1932 nur 15.000 Reichsmark. Anscheinend gingen die Gelder an Gregor Strasser, den innerparteilichen Rivalen Hitlers. Walther Funk sagte im Nürnberger Prozess gegen die Hauptkriegsverbrecher aus, dass Wolff den NS-Politiker Robert Ley, der in dieser Zeit Teil des Stabs von Strasser war, vor 1933 finanzierte. Dasselbe berichtete auch ein Informant von Franz Bracht im Oktober 1932 an Bracht.

### Familiäres und Steckenpferde
1905 heiratete Wolff die fünf Jahre ältere Anna Maria Sieberg. 1914 adoptierten sie den vierjährigen Kurt Weisse, der ab 1915 den Namen Otto Wolff trug. 1916 folgte die Adoption von Erwin Frank, der ab 1916 Hans Wolff hieß. 1925 wurde die Ehe geschieden. 1935 adoptierte Wolff schließlich seinen leiblichen Sohn Otto Wolff von Amerongen, der aus einer außerehelichen Beziehung mit seiner Sekretärin Else Pieper stammte.
Nachdem sein Freund und Arzt Paul Beek im Sommer 1934 für die Firma nach China gegangen war, hatte Wolff mit der Einbindung von Erwin Planck – er entwickelte sich zum Vertrauten und Berater – bereits für das Vorhandensein einer Persönlichkeit gesorgt, die dem Firmenerben als Vorbild dienen konnte.

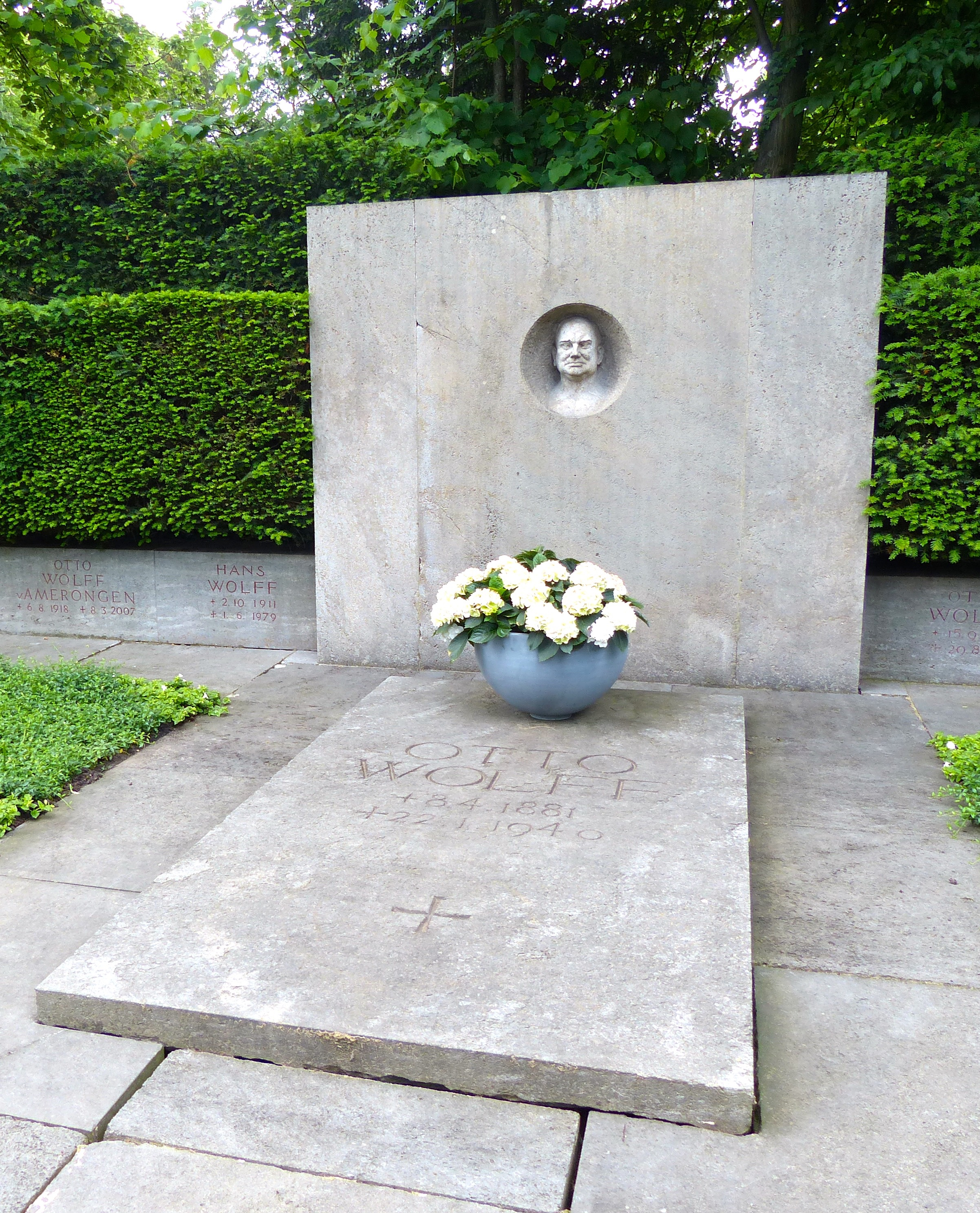
Grabstätte auf dem Melaten-Friedhof

Otto Wolff legte eine umfangreiche Sammlung wirtschaftshistorischer Literatur an, die später der Kölner Universitätsbibliothek zugutekam und tauschte mit Oscar Schlitter alte Ausgaben der Werke Voltaires aus. Selbst verfasste er unterstützt von einem Historiker die biographische Arbeit Die Geschäfte des Herrn Ouvrard und begann nach deren Veröffentlichung 1932 eine Arbeit über Finanzierungsmethoden zur Zeit des Dreißigjährigen Krieges, die nicht abgeschlossen wurde.
Otto Wolff wurde in Köln auf dem Melaten-Friedhof (Hauptweg, zwischen Lit.L und Lit.M) begraben.

## Zitate
„Er konnte sich gar nicht vorstellen, dass eine andere als die Kaufmannstätigkeit einen vernünftigen Sinn habe.“

„Mein persönliches Verhältnis mit Otto Wolff ist nicht schlecht, das heißt so, wie es mit Herrn Otto Wolff sein kann.“